# 神田 (弘前市)
神田（かんだ）は、青森県弘前市の地名。神田一丁目から神田五丁目まである。郵便番号は036-8061。

## 地理
土淵川沿い西側に位置し、町域の中央部を弘前バイパス（国道7号）が貫き、工業地帯である。北部は大久保、東部は撫牛子、東南部は堅田、南部は宮川、南西部は八幡町、西部は青山に接する。

## 沿革
- 1983年（昭和58年） - 堅田・大久保・撫牛子の各一部から分離、神田になる。

## 世帯数と人口
2017年（平成29年）6月1日現在の世帯数と人口は以下の通りである。
| 丁目       | 世帯数  | 人口  |
| ---------- | ------- | ----- |
| 神田一丁目 | 88世帯  | 168人 |
| 神田二丁目 | 5世帯   | 13人  |
| 神田三丁目 | 1世帯   | 2人   |
| 神田四丁目 | 82世帯  | 127人 |
| 神田五丁目 | 44世帯  | 103人 |
| 計         | 220世帯 | 413人 |

## 施設

### 医療
- かきざき小児科アレルギー科クリニック

### 福祉
- デイサービスセンターひなた

### 商業
- ヤマダデンキテックランドNew弘前神田店
- ユニクロ弘前神田店
- カブセンター弘前神田店
- ザ・ダイソー弘前堅田店
- ハシモトホーム北日本流通センター
- HondaCars青森西
- NIPPOコーポレーション弘前出張所
- 日産サティオ弘前
- かがや食品
- 越膳モーター

### 金融
- 青い森信用金庫弘前神田支店

### 工業
- キヤノンS&S
- アーアル研究所弘前工場
- 竹内醸造
- ワイエス管材
- 東北科学薬品
- 棟方工業
- 青南商事
- 阿保解体
- みちのくジーンズ
- 弘前アサノコンクリート
- 共立寝具
- クロベ

### 公共
- 撫牛子児童公園

## かつて営業していた施設
- 吉野家弘前神田店
- 朝日弘前プリンテック(2016年09月29日登記閉鎖)

## 小・中学校の学区
市立小・中学校に通う場合、学区は以下の通りとなる。
| 町丁       | 番・番地 | 小学校             | 中学校             |
| ---------- | -------- | ------------------ | ------------------ |
| 神田一丁目 | 全域     | 弘前市立城東小学校 | 弘前市立第一中学校 |
| 神田二丁目 | 全域     | 弘前市立北小学校   | 弘前市立第一中学校 |
| 神田三丁目 | 全域     | 弘前市立北小学校   | 弘前市立第一中学校 |
| 神田四丁目 | 全域     | 弘前市立城東小学校 | 弘前市立第一中学校 |
| 神田五丁目 | 全域     | 弘前市立城東小学校 | 弘前市立第一中学校 |

## 交通
- 弘南バス
  - 弘前警察署前、神田、朝日プリンテック前（弘前駅 - 宮園団地、宮園団地 - 南高校・聖愛高校線）停留所。
  - 津軽塗団地前、撫牛子（弘前バスターミナル - 浪岡線）停留所。